# Acacia iteaphylla
Acacia iteaphylla és una espècie de planta de la família de les lleguminoses endèmica del sud d'Austràlia. És un arbust que es troba sobre sòls de grava, sorra i argila als boscos. És una espècie que té un ús ornamental.

## Descripció
Acacia iteaphylla és una espècie arbustiva o un petit arbre amb les fulles simples disposades alternades. Aquestes són llargues i estretes, de color platejat o glauc i tenen una sola vena prominent corrent longitudinalment. Les flors són de color groc pàl·lid flors disposades en petits cúmuls globulars que neixen en raïms compostos. Els braquiblasts o branques joves florents estan tancades inicialment en diverses bràctees de color marró amb punta superposades. Les seves beines allargades i aplanades (5-13 cm de llarg i 6-12 mm d'ample) es contrauen lleugerament entre cadascuna de les llavors.

## Distribució
La seva distribució natural es limita a zones del sud d'Austràlia, en una de les serralades més grans: the Flinders Ranges, a través de Gawler Ranges, i en la Península d'Eyre. Naturalitzats més enllà de la seva àrea de distribució en algunes parts del sud i sud-est; i en algunes parts del sud de Nova Gal·les, en les zones costaneres i en zones centrals de Victoria.

## Cultiu
Aquesta acàcia ha estat cultivada per tot el sud d'Austràlia, és encara molt popular com a espècie ornamental, amb moltes formes cultivars: algunes tenen les branques pèndules mentre que les formes naturals són més aviat erectes. La cultivar més ben coneguda és l'anomenada 'Parson's Cascade' el qual es diferencia de la forma típica per tenir les branques baixes arquejades, lleugerament penjants, i creix fins a 0,5 m d'alçada i 4 m d'ample.